# Davidia involucrata
Davidia involucrata Baill., 1871 conosciuta anche come albero dei fazzoletti è un albero deciduo di medie dimensioni della famiglia delle Nyssaceae, endemico della Cina. È l'unica specie nota del genere Davidia Baill..

## Etimologia
Il nome scientifico del genere è un omaggio al botanico Armand David (1826–1900), missionario francese vissuto per diversi anni in Cina, ove raccolse numerosi esemplari di piante fino ad allora sconosciute in Occidente.
L'epiteto specifico (involucrata) fa riferimento all'anello di brattee che formano un involucro attorno ai fiori. Tali brattee, bianche e pendule, somigliano a pezzi di tessuto che nelle giornate ventose ondeggiano come fazzoletti da cui il nome volgare della specie.

## Descrizione

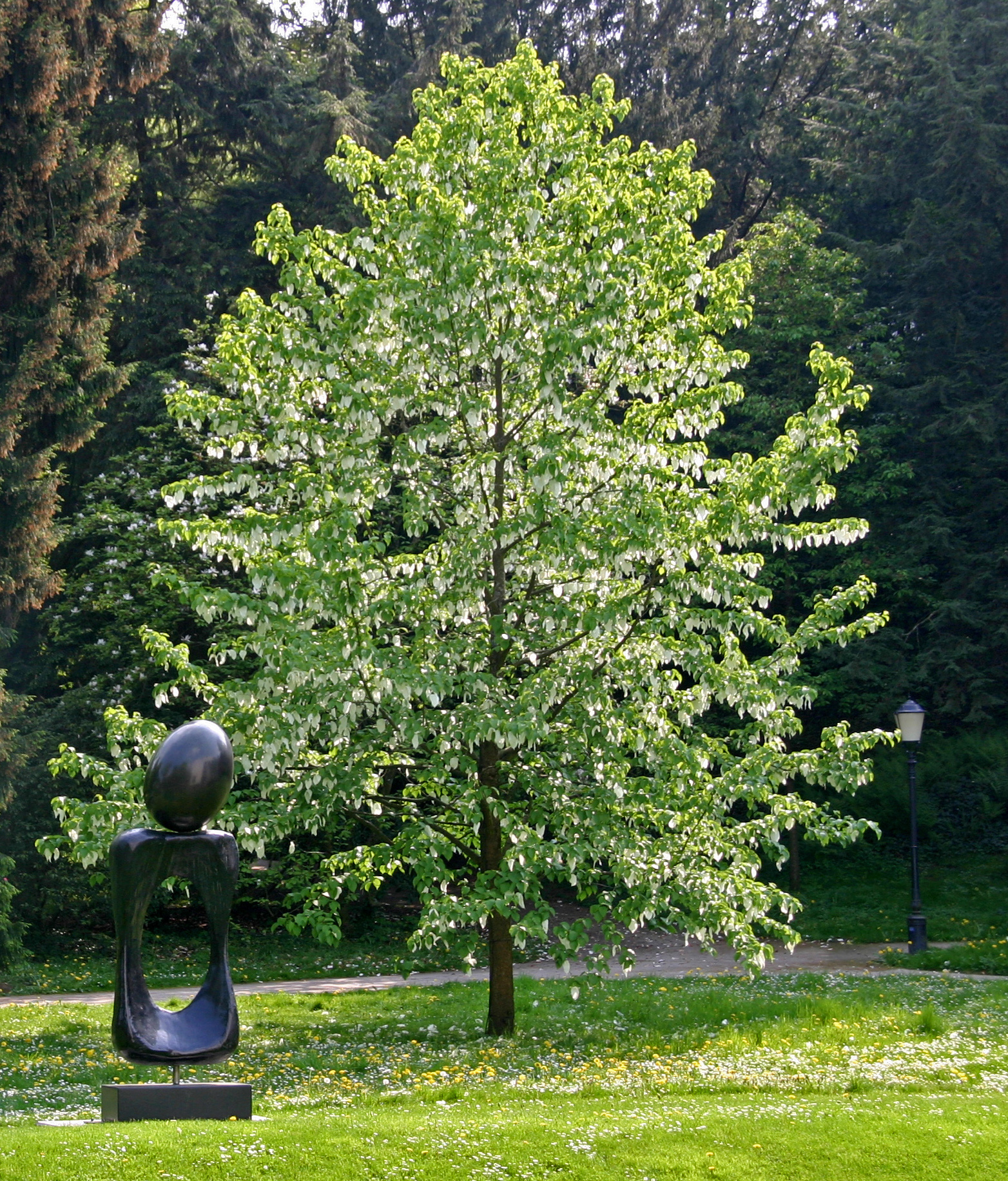
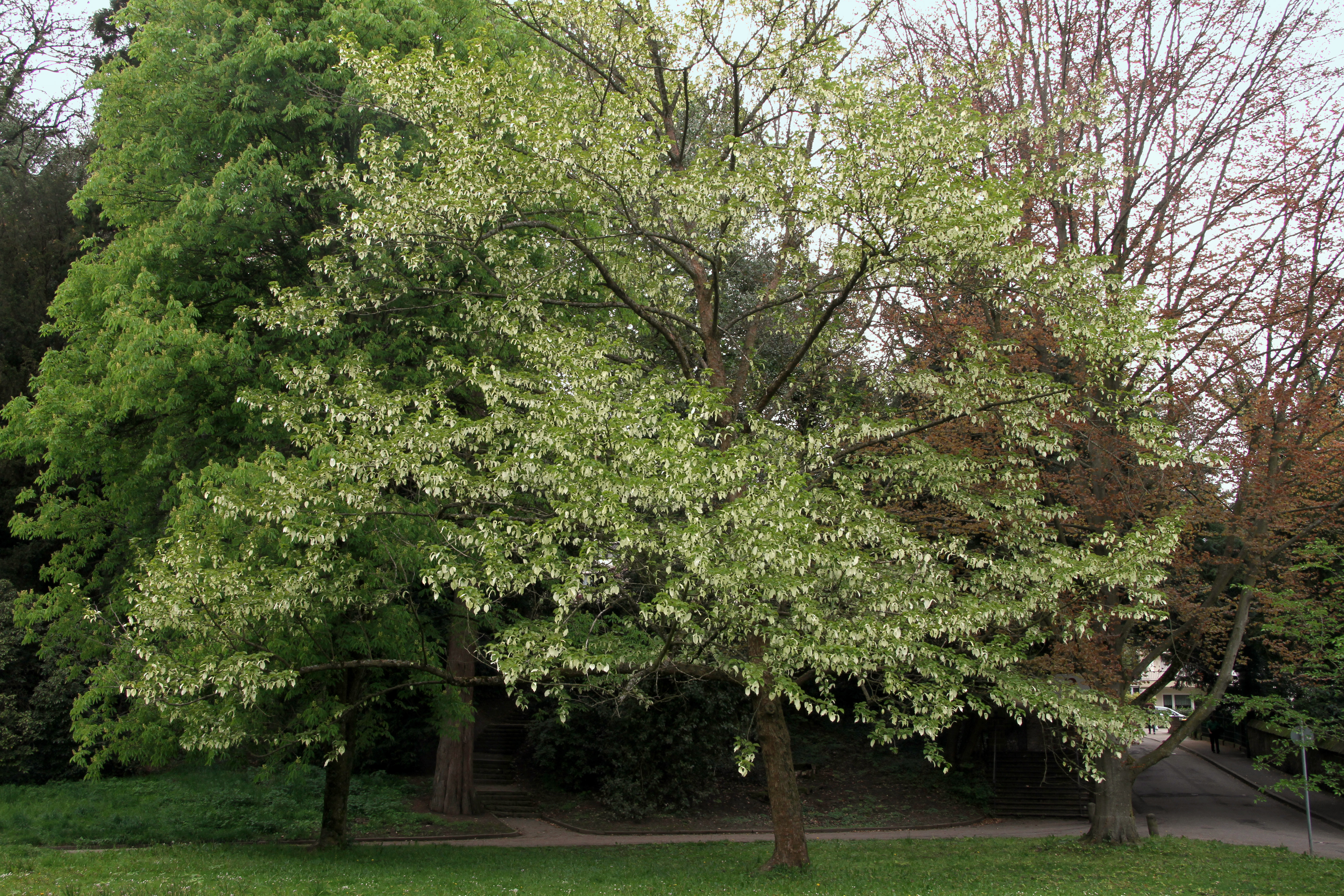
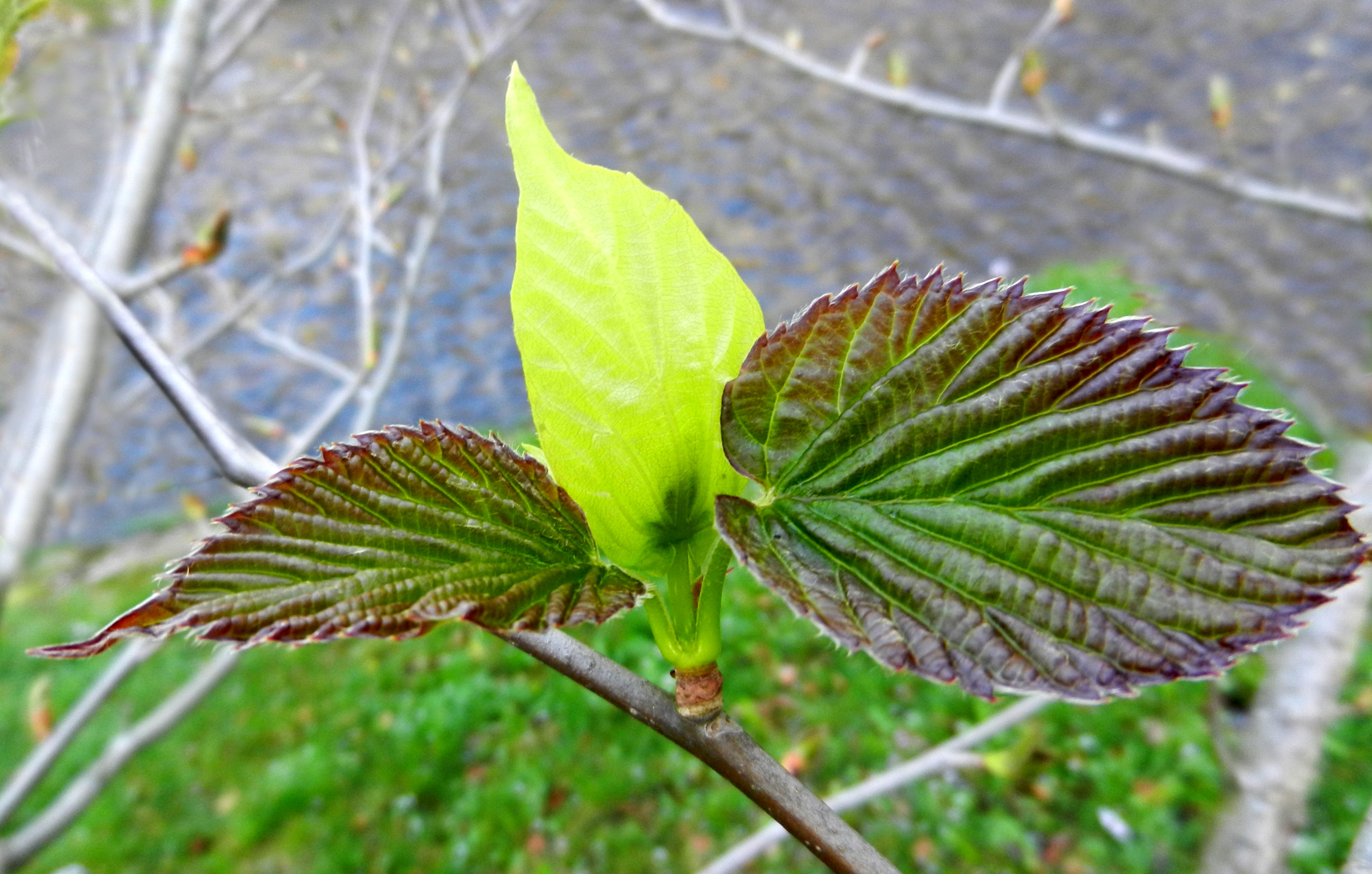
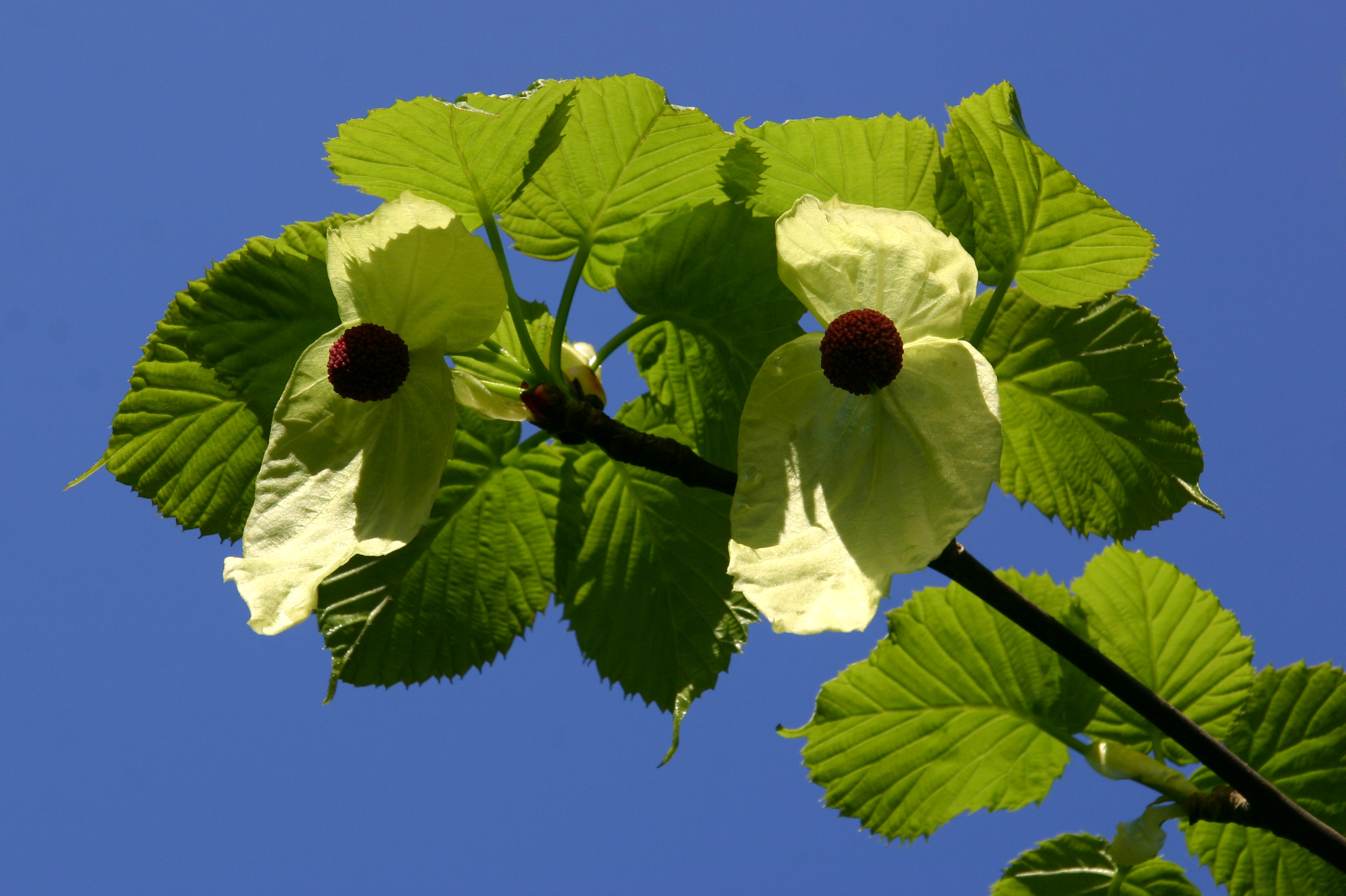
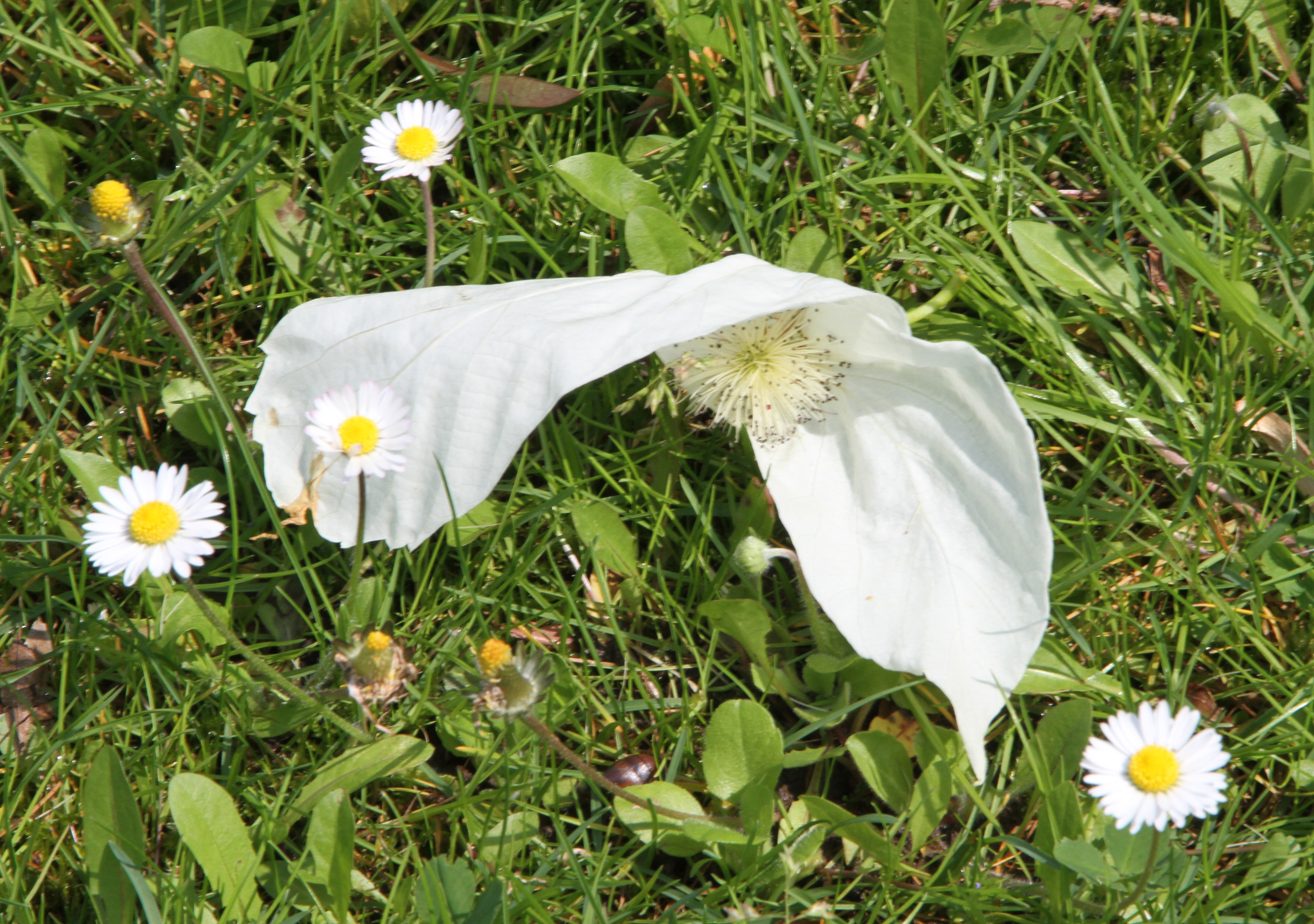
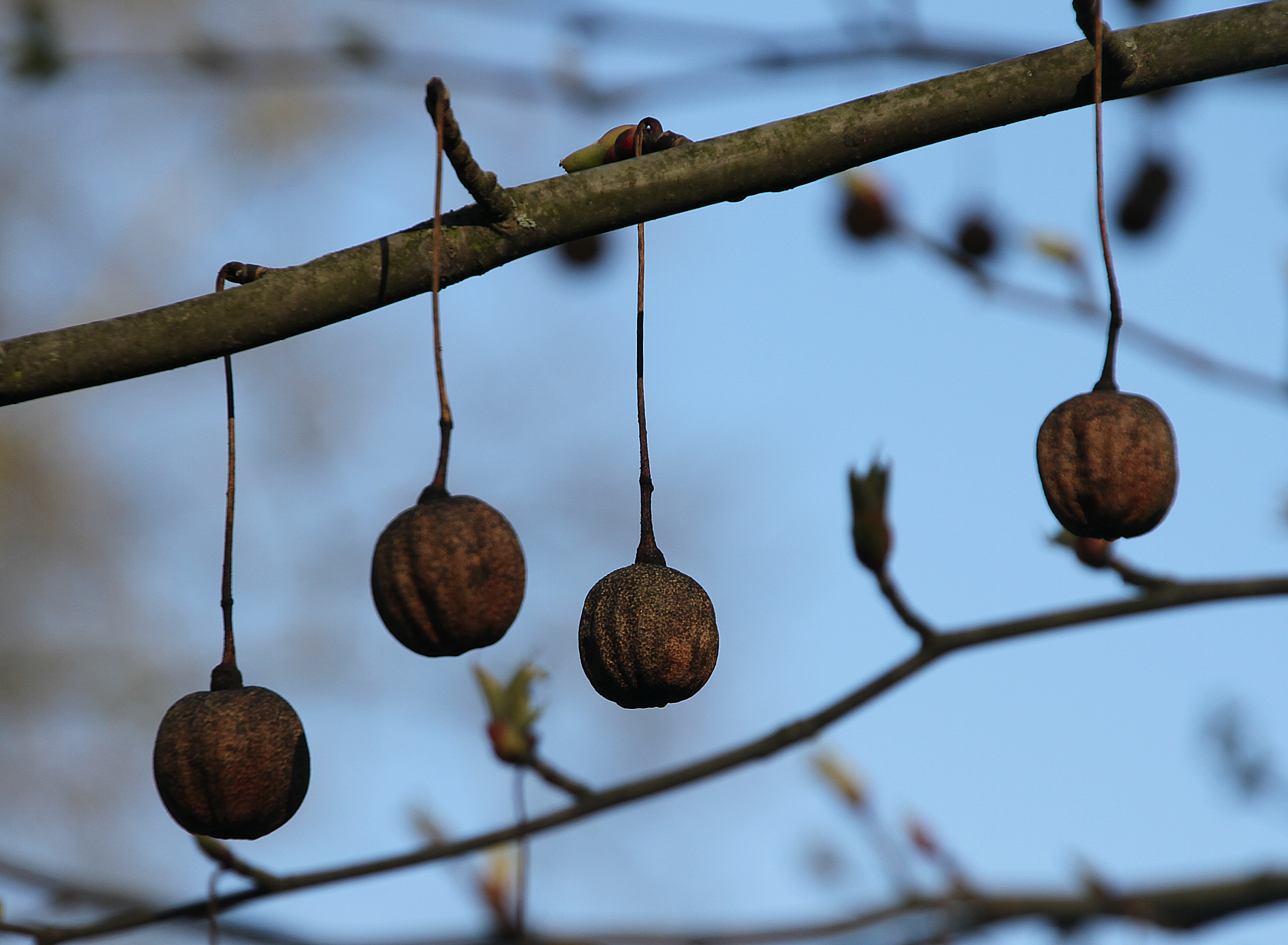
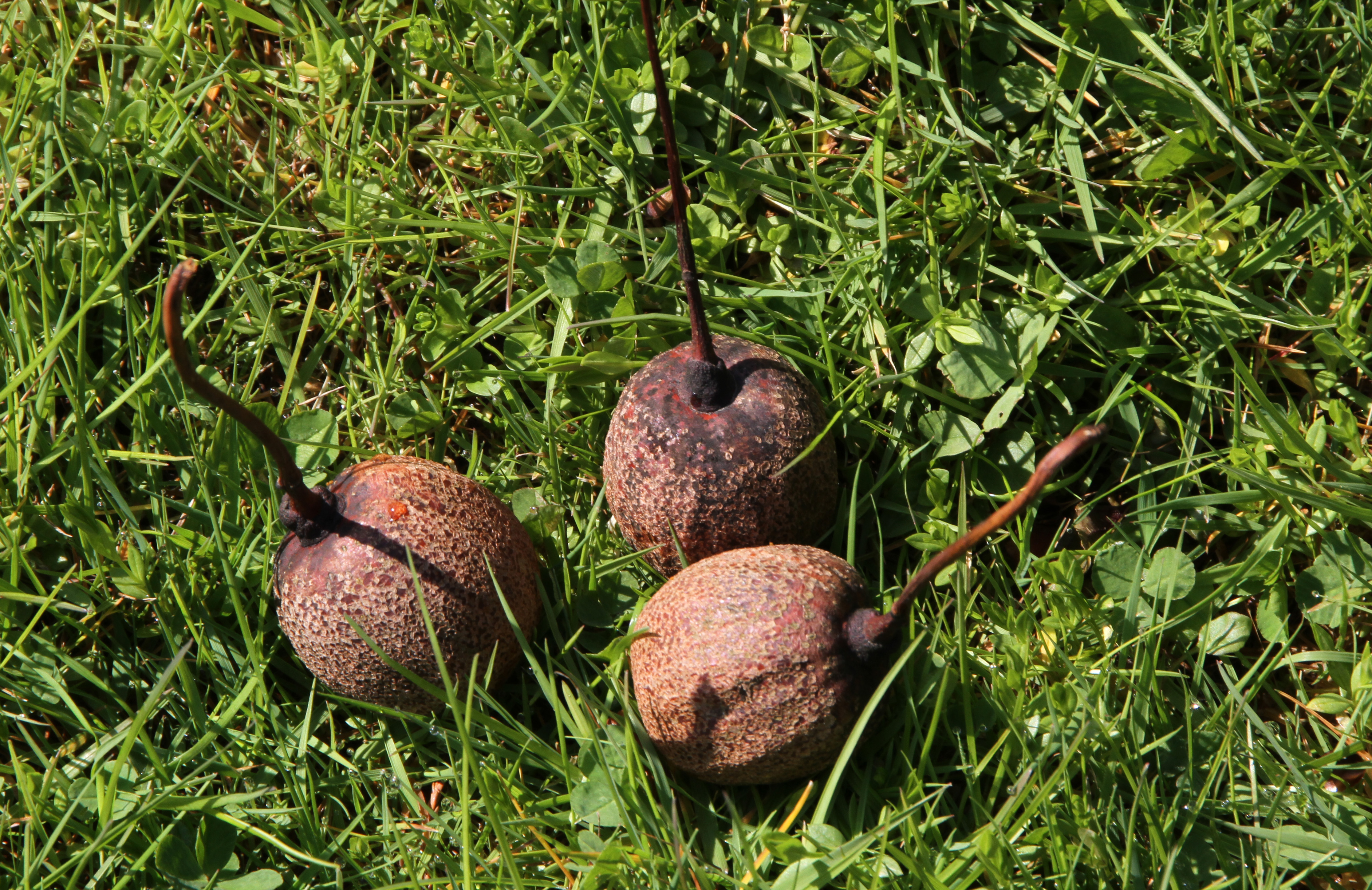
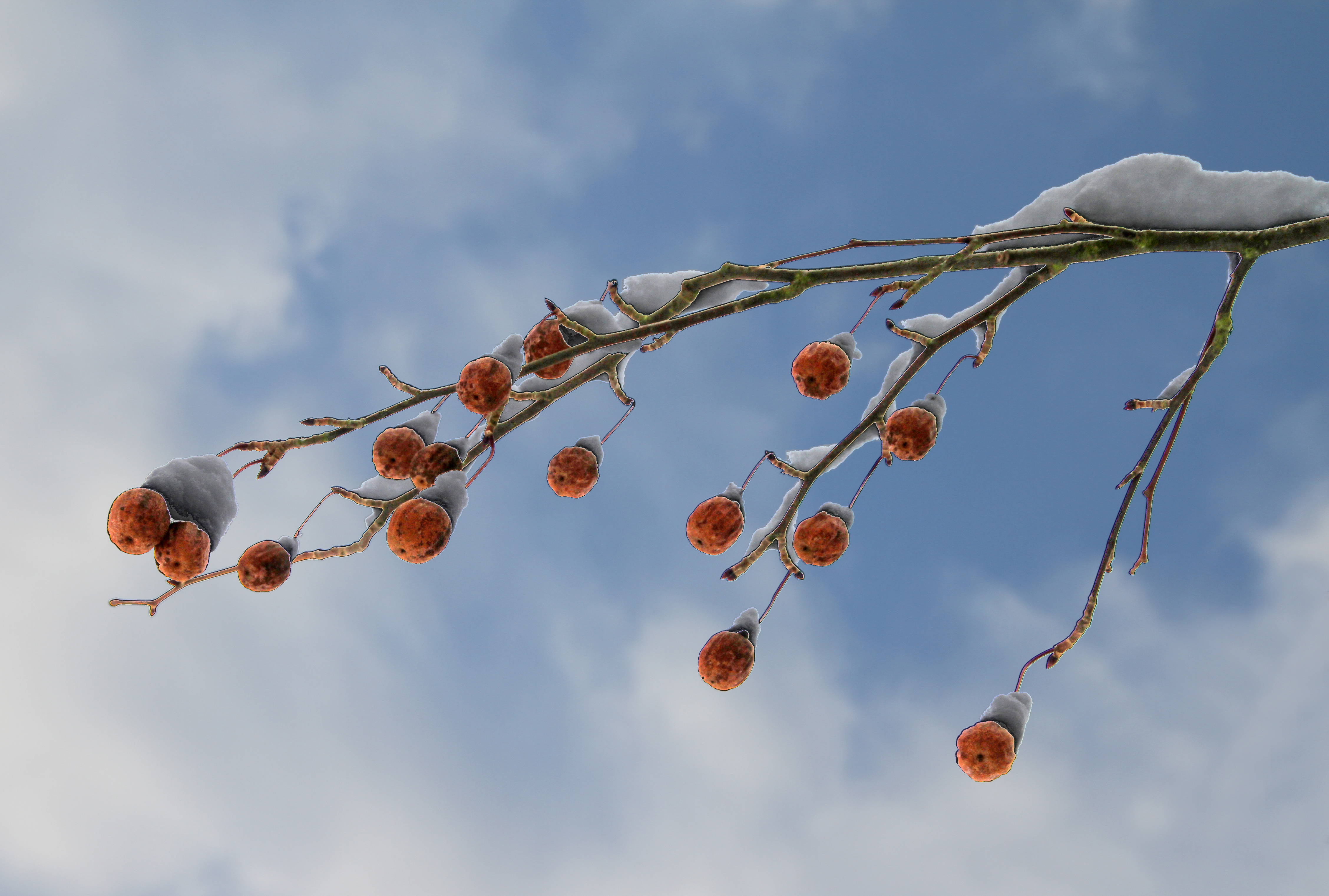

È un albero dalla crescita moderatamente rapida, raggiunge i 20–25 m d’altezza, con foglie alternate e cordate che assomigliano a quelle del tiglio nell’aspetto, a parte il fatto che sono simmetriche e non hanno la base sbilenca tipica delle foglie di tiglio; le foglie sono per lo più lunghe 10–20 cm e larghe 7–15 cm e hanno una forma ovata a cuore.
I fiori formano un grappolo stretto largo circa 1–2 cm, di colore rosso, ogni capolino ha un paio di grandi (12–25 cm) brattee color bianco puro alla base che hanno la funzione di petali. Questi pendono in lunghe file al di sotto del livello dei rami. I fiori danno il proprio meglio alla fine di maggio.
Il frutto è una noce molto dura lunga circa 3 cm circondata da un guscio verde lungo circa 4 cm e largo 3 cm, che pende da uno stelo di 10 cm. La noce contiene 3-6 semi.

## Biologia
Questa specie si riproduce per impollinazione entomofila.

## Distribuzione e habitat
È nativa del centro-sud e del sud-ovest della Cina, da Hubei al Gansu meridionale, a sud fino a Guizhou, Sichuan e Yunnan, ma è ampiamente coltivata in altre zone.